# Lot (departamento)
Lot (46; en occitano Òlt u Òut) es un departamento francés situado en la parte sur del país, desde el 1 de enero de 2016, perteneciente a la nueva región de Occitania (antes a la ahora desaparecida Mediodía-Pirineos). Debe su nombre al río Lot. Su gentilicio francés es Lotois.

## Geografía
- Limita al norte con Corrèze, al este con Cantal y Aveyron, al sur con Tarn y Garona, y al oeste con Lot y Garona y Dordoña.

## Demografía
| 1801    | 1831    | 1841    | 1851    | 1856    | 1861    | 1866    |
| ------- | ------- | ------- | ------- | ------- | ------- | ------- |
| 261.207 | 284.505 | 287.739 | 296.224 | 293.733 | 295.542 | 288.919 |
| 1872    | 1876    | 1881    | 1886    | 1891    | 1896    | 1901    |
| 281.404 | 279.512 | 280.269 | 271.514 | 253.939 | 240.403 | 226.720 |
| 1906    | 1911    | 1921    | 1926    | 1931    | 1936    | 1946    |
| 216.611 | 205.769 | 176.889 | 171.776 | 166.637 | 162.572 | 154.897 |
| 1954    | 1962    | 1968    | 1975    | 1982    | 1990    | 1999    |
| 147.897 | 149.929 | 151.198 | 150.778 | 154.533 | 155.816 | 160.197 |

Notas a la tabla:
- La creación el 4 de noviembre de 1808 del departamento de Tarn y Garona supuso la pérdida de la hasta entonces parte meridional del departamento.

Las mayores ciudades del departamento son (datos del censo de 1999):
- Cahors 20.003 habitantes; 23.128 en la aglomeración.
- Figeac: 9.606 habitantes; 9.991 en la aglomeración.

En 2010, las 20 mayores comunas en cuanto a la población total fueron:

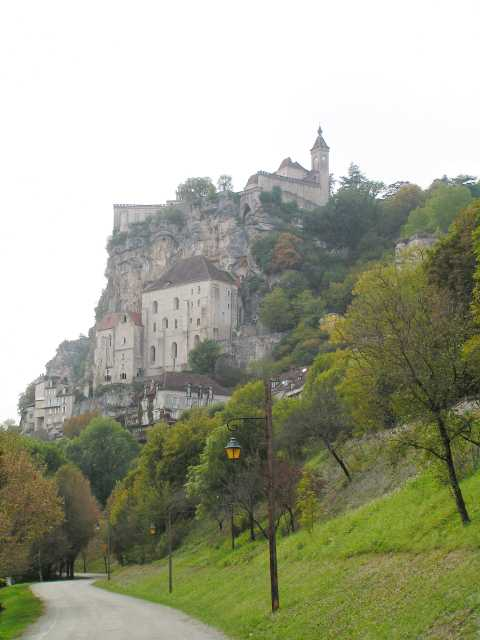
Rocamadour
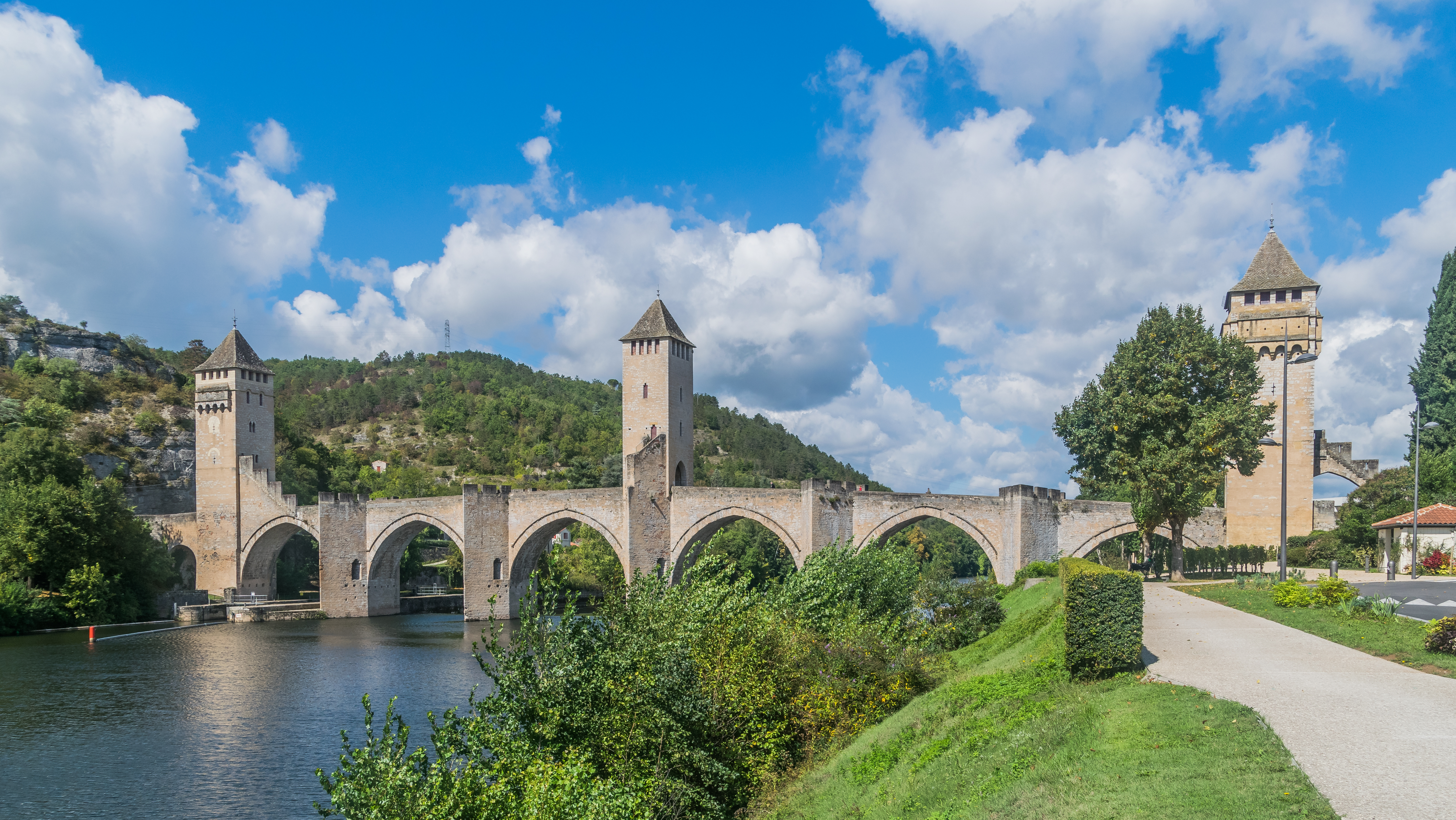
Pont Valentré, Cahors
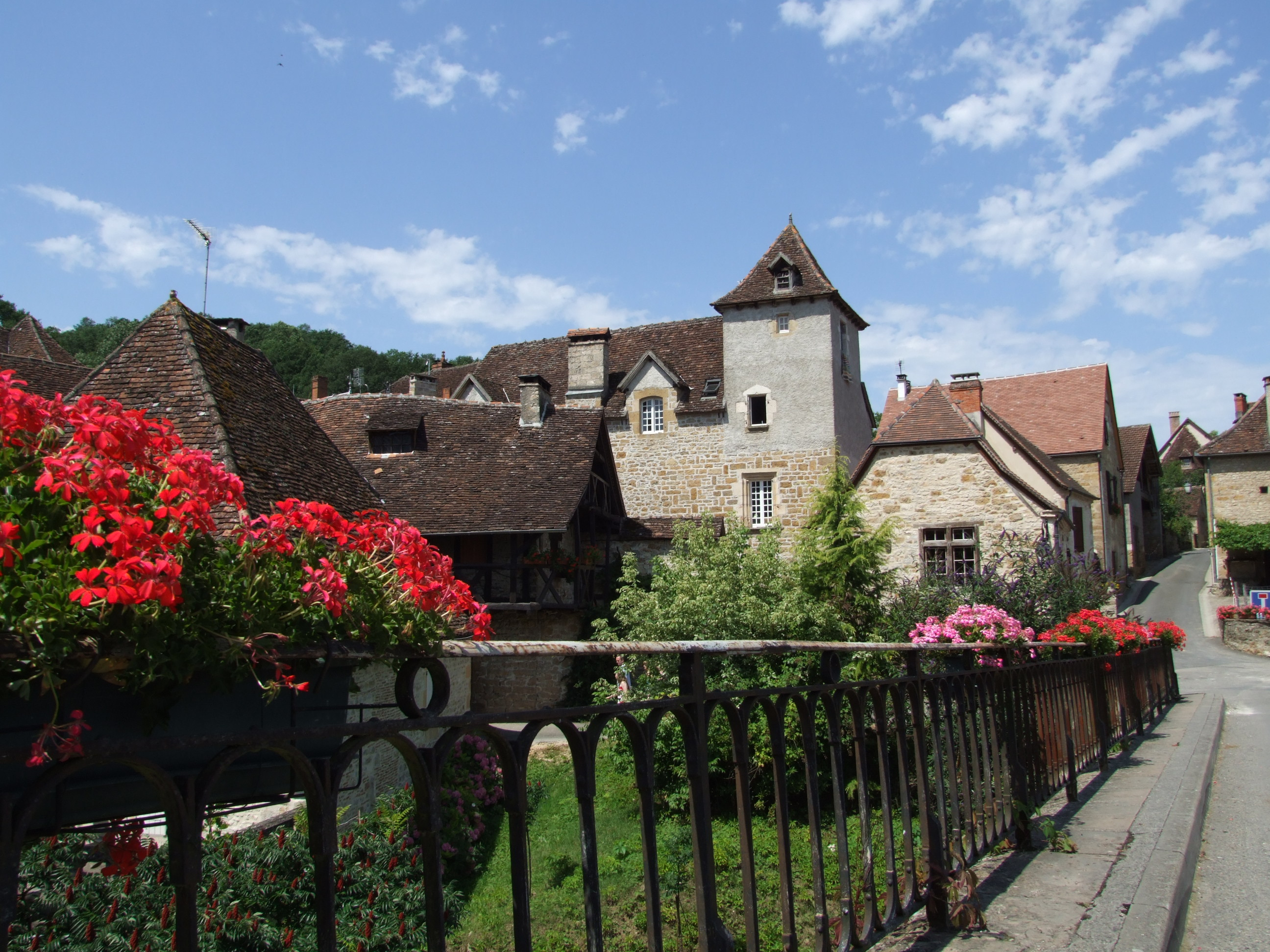
Carennac
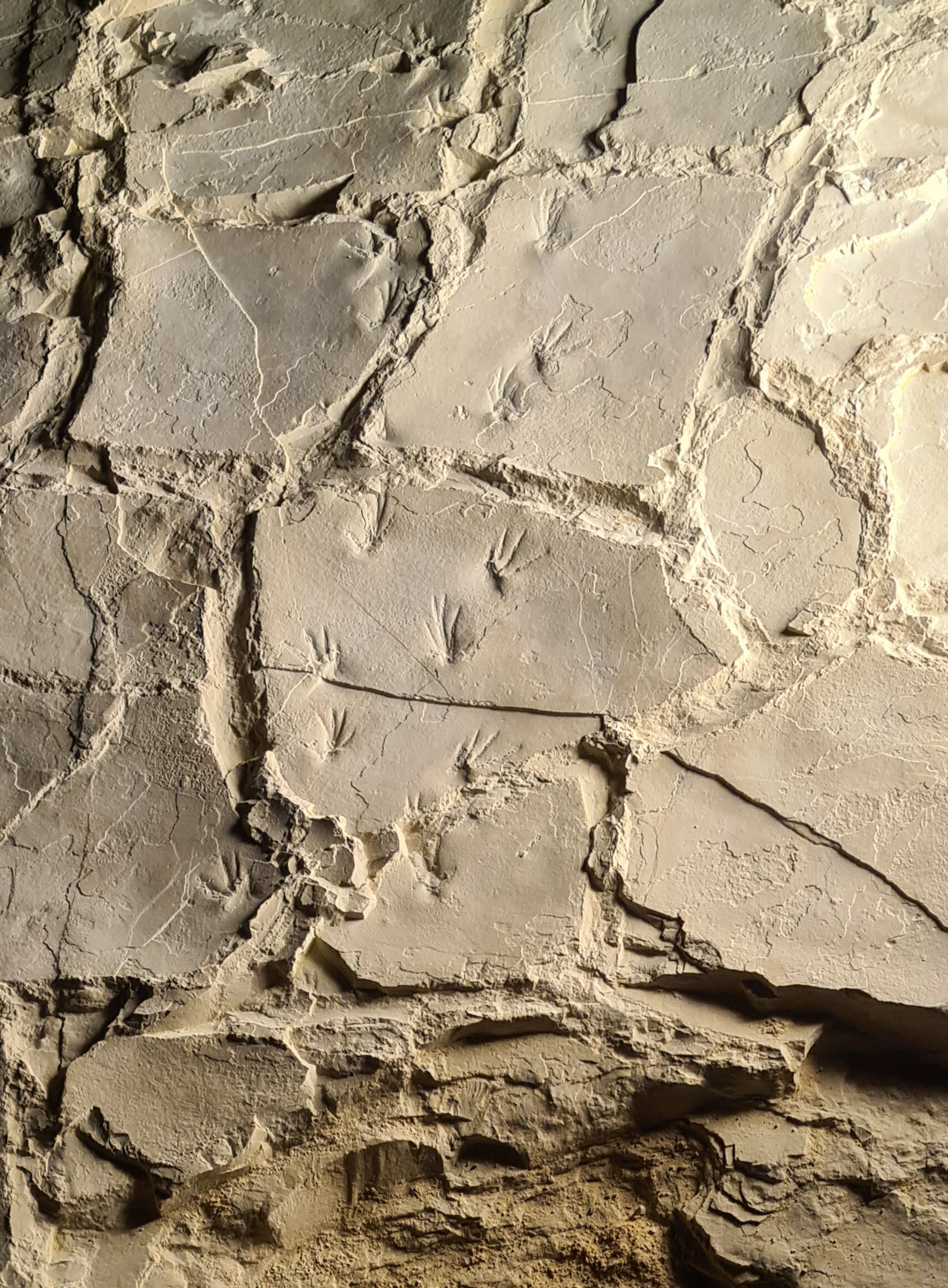
fósil de Pterosauria, Pterosaur Beach.